# Cerro al Lambro

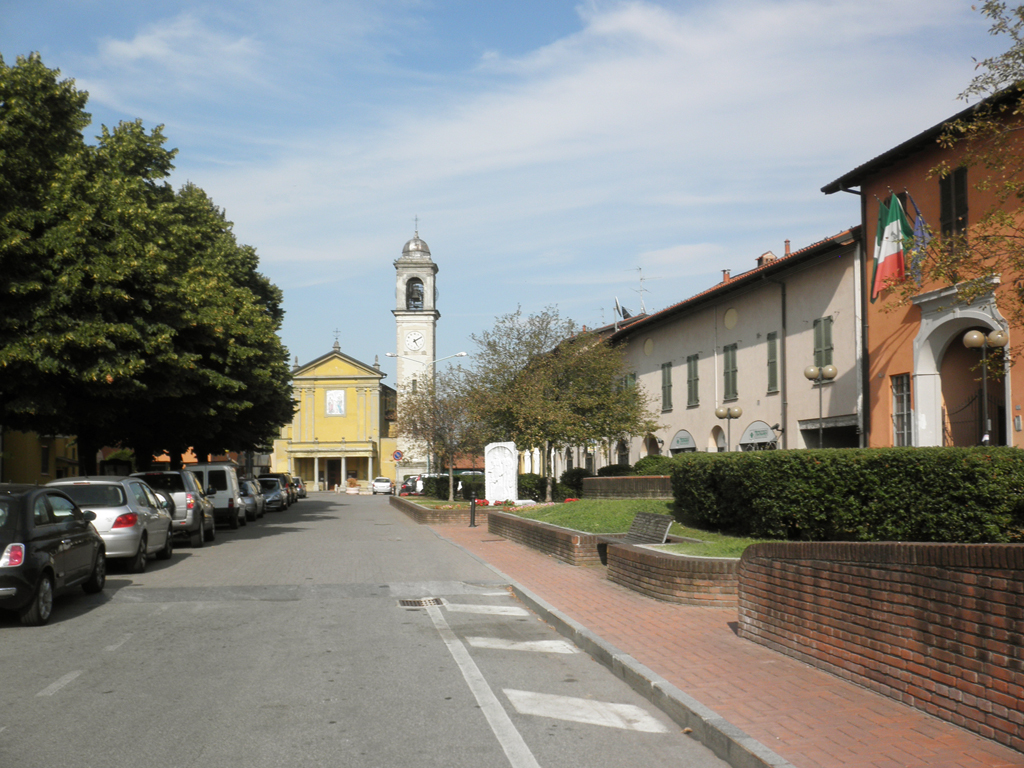
Piazza Roma in Cerro al Lambro

Cerro al Lambro (bis 1862 einfach Cerro) ist eine Gemeinde mit 5184 Einwohnern (Stand 31. Dezember 2023) in der Metropolitanstadt Mailand, Region Lombardei.
Die Nachbarorte von Cerro al Lambro sind Vizzolo Predabissi, Carpiano, Melegnano, San Zenone al Lambro, Bascapè (PV) und Casaletto Lodigiano (LO).

## Bevölkerungsentwicklung
Cerro al Lambro zählt 1627 Privathaushalte. Zwischen 1991 und 2001 stieg die Einwohnerzahl von 4027 auf 4348. Dies entspricht einem prozentualen Zuwachs von 8,0 %.